# Newcastle (Saint Kitts e Nevis)
Newcastle è un villaggio di Saint Kitts e Nevis, situato nell'isola di Nevis, capoluogo della parrocchia di Saint James Windward.